# Сюллі-сюр-Луар (замок)
Сюллі-сюр-Луар (фр. Sully-sur-Loire) — середньовічний луарський замок (шато), що до 1962 року належав знатній родині де Бетюн, найвідомішим представником якої був перший герцог Сюллі. Спочатку замок мав велике оборонне значення. Під час Фронди в нім переховувалися Анна Австрійська і кардинал Мазаріні. На початку XVIII століття Вольтер, переслідуваний через свої сатиричні твори, знайшов тут притулок від гніву Регента.
Замок Сюллі-сюр-Луар входить до числа замків Луари, включених в 2000 році ЮНЕСКО до переліку об'єктів, що становлять Світову спадщину.